# Dark wave néo-classique
Pour les articles homonymes, voir Néo-classique.
La dark wave néo-classique, ou gothique néo-classique, est un sous-genre musical gothique de la dark wave. C'est un terme apparu faute de mieux, mais qui ne doit pas être confondu avec la musique néo-classique, courant de la musique savante.

## Histoire
Les premières mentions du néoclassicisme en lien avec des groupes comme In the Nursery remontent à 1988,,. Malgré son nom et diverses influences de compositeurs comme Igor Fiodorovitch Stravinsky, il n'est pas apparenté au néoclassicisme. 
Le premier groupe gothique néo-classique, même s'il dépasse largement cette étiquette, est probablement Dead Can Dance : en intégrant dès Spleen and Ideal (1985) des trompettes, timbales, cordes, chœurs, etc., mélangés à la cold wave de l'époque, puis avec Within the Realm of a Dying Sun, d'où tout élément rock ou cold est absent. Certains singles comme Into the Labyrinth (1993) de Dead Can Dance sont notés dans le genre par la presse spécialisée.

## Caractéristiques
Le gothique néo-classique mélange le style gothique atmosphérique de l'ethereal wave à des influences classiques. Il se caractérise par une imitation de la musique classique (tous courants et époques confondus), avec parfois des incursions dans le domaine médiéval ou baroque. S'il n'est pas rare d'y entendre des instruments réels, le néo-classique est néanmoins majoritairement - et ce pour une simple question de moyens financiers des musiciens - une musique produite à partir de synthétiseurs ou aux moyens de samples.

## Groupes et artistes
Ce classement est arbitraire et il n'existe aucune scène « néo-classique » revendiquée. Simplement, les groupes qui suivent sont assimilables à ce style, soit totalement, soit par certains aspects de leur musique ou certaines périodes de leur existence.
Les groupes du genre comprennent notamment : Akiko Shikata, ALI PROJECT, Arcana, Ataraxia, Ashram, Collection d'Arnell-Andréa, Dark Sanctuary, Dawn and Dusk Entwined, Dead Can Dance, Deleyaman, Faun, Les Fragments de la Nuit, In the Nursery, Kanon Wakeshima, Life's Decay, Lisa Gerrard, Malice Mizer, Ozymandias, Persephone, Qntal, Sopor Æternus, Trobar de Morte et WeltenBrand.